# DataSenado
O DataSenado é um instituto de pesquisa vinculado à Secretaria de Transparência do Senado Federal. O DataSenado acompanha, por meio de pesquisas, enquetes e análises, a opinião pública sobre o Senado Federal, sobre a atuação parlamentar e sobre temas em discussão no Congresso Nacional. Os dados levantados pelo DataSenado têm auxiliado parlamentares em suas decisões e contribuído para uma melhor compreensão sobre como pensa a população brasileira.

## Histórico
Criado em 2005, o Datasenado é um instituto de pesquisa subordinado à Secretaria de Transparência do Senado Federal. Em 11 anos, o DataSenado ouviu 4,12 milhões de brasileiros sobre temas diversos e já realizou 73 pesquisas de opinião feitas por meio de amostras representativas; 74 pesquisas internas, para auxiliar a administração do Senado; e 130 enquetes e pesquisas online.

## Temas abordados
Entre os temas abordados por meio de enquetes e pesquisas telefônicas, alguns deles são:
- Violência doméstica
- Segurança pública
- Reforma política
- Meio ambiente
- Violência conta a juventude negra
- Estatuto da Criança e do Adolescente